# 1980

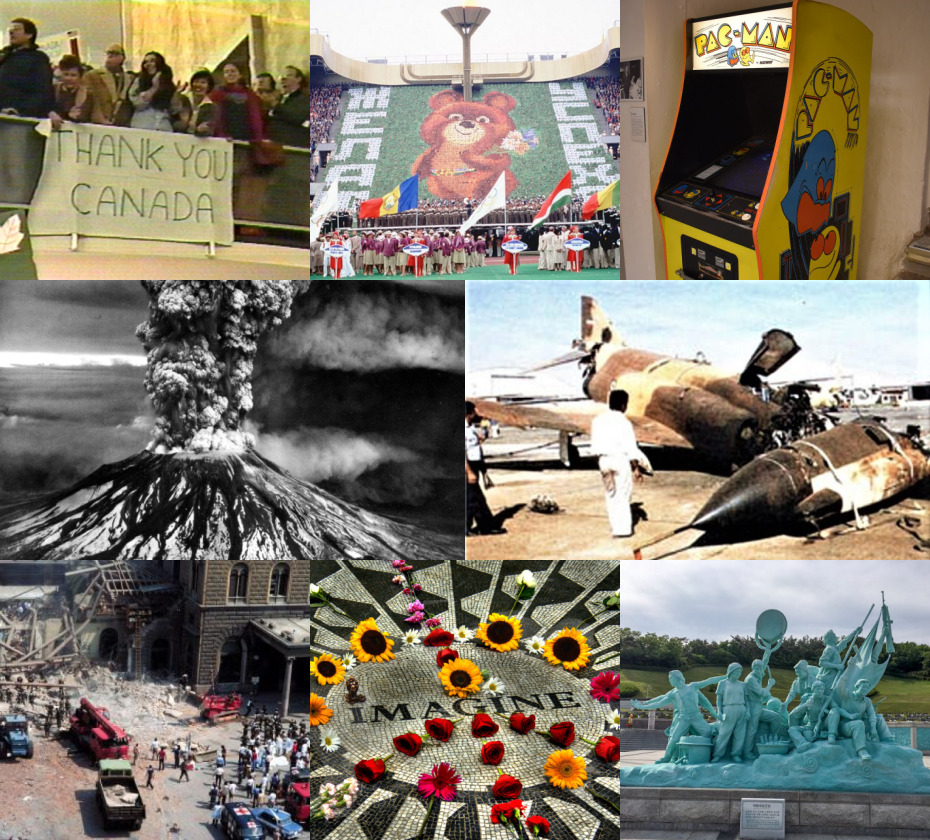
En el sentido de las agujas del reloj desde la parte superior izquierda: personas que dan la bienvenida a seis rehenes liberados de regreso a los Estados Unidos, como resultado de la "trampa canadiense"; los Juegos Olímpicos de Verano de 1980 se llevan a cabo en Moscú, Unión Soviética; Pac-Man se lanza en las salas de juegos y se convierte en el juego de arcade con mayores ganancias de todos los tiempos; Irak invade Irán iniciando la Guerra Irán-Irak, que duraría hasta 1988; levantamiento de estudiantes de Gwangju (Corea del Sur) en respuesta al golpe de estado del 17 de mayo; John Lennon muere asesinado tras recibir un disparo de Mark David Chapman fuera de su apartamento en la ciudad de Nueva York; La estación de tren Bologna Centrale en Bolonia (Italia) explota matando a 85 personas e hiriendo a 200; Erupción del monte Santa Helena de 1980.

1980 (MCMLXXX) fue un año bisiesto comenzado en martes según el calendario gregoriano.

## Acontecimientos

### Enero
- 1 de enero: las Islas Azores sufren un violento terremoto de 6,9 que dejan 61 muertos y más de 400 heridos.
- 1 de enero: en México se transmite el último capítulo de El Chavo del 8 (como programa independiente).
- 1 de enero: en Suecia se realizan cambios en el orden de sucesión, convirtiendo a Victoria de Suecia en princesa heredera en lugar de su hermano menor.
- 1 de enero al 1 de abril: en el Reino Unido se realiza la «huelga del acero». Se perdieron 10 000 puestos de trabajo.
- 3 de enero: en Portugal, Francisco de Sá Carneiro es elegido jefe de Gobierno.
- 4 de enero: el presidente de los Estados Unidos Jimmy Carter decreta un embargo de cereales contra la Unión Soviética, con el apoyo de la Comunidad Europea.
- 6 de enero: el presidente de Sicilia, Piersanti Mattarella, es asesinado por la mafia.
- 7 de enero: en la India, el partido de Indira Gandhi vence en las elecciones parlamentarias.
- 7 de enero: finaliza la exitosa serie mexicana El Chavo del 8.
- 9 de enero: en Arabia Saudí, 63 musulmanes fanáticos son decapitados por tomar parte en el asedio de la Gran Mezquita en La Meca en noviembre de 1979.
- 10 de enero: en México, arde en un incendio el histórico «árbol de la Noche Triste», bajo el cual Hernán Cortés lloró su derrota.
- 11 de enero: el británico Nigel Short (de 14 años) es el jugador más joven de ajedrez que obtiene el título de maestro internacional.
- 15 de enero: la Agencia Europea de Patentes, con sede en Múnich, concede las trece primeras patentes europeas.
- 17 de enero: en Suiza el Instituto de Biología Nuclear de Zúrich produce interferones artificiales para combatir virus y tumores.
- 19 de enero: en el Monasterio de El Escorial se entierran los restos mortales del rey Alfonso XIII, procedentes de Roma.
- 20 de enero: en Alonsótegui (País Vasco), explota una bomba en un bar, que mata a cuatro civiles nacionalistas vascos y hiere a otros diez. Los GAE profranquistas se atribuyen el hecho (atentado de Alonsótegui).
- 20 de enero: el presidente estadounidense Jimmy Carter exige la suspensión de los Juegos Olímpicos de Moscú si la Unión Soviética no se retira de Afganistán en el plazo de cuatro semanas.
- 20 de enero: Cuba reconoce a la República Árabe Saharaui Democrática (RASD).
- 22 de enero: en Moscú es arrestado Andrei Sájarov (1921-1989), eminente físico nuclear soviético y activista de los derechos humanos.
- 24 de enero: en el estado de California se registra un terremoto de 5,8 que deja más de 40 heridos y 11,5 millones de dólares en daños.
- 25 de enero: en Irán, Abolhasán Banisadr se impone en las primeras elecciones presidenciales desde la revolución del año anterior, con un 76% de los votos.
- 26 de enero: Israel y Egipto establecen relaciones diplomáticas.
- 27 de enero: en Teherán (Irán), seis diplomáticos estadounidenses, haciéndose pasar por canadienses, logran escapar a bordo de un vuelo a Zúrich (Suiza). Así termina la operación «Travesura Canadiense».
- 31 de enero: en la ciudad de Guatemala, varios disidentes políticos y campesinos indígenas toman la embajada de España para protestar por el Genocidio maya. Al mediodía la policía guatemalteca ingresa y los quema vivos con fósforo blanco. Mueren 36 personas (Masacre en la embajada de España). Sobreviven el embajador Máximo Cajal López (1935-2014) y el campesino Gregorio Iujá-Shoná (quien será secuestrado esa misma noche en el hospital, y torturado hasta morir).

### Febrero
- 1 de febrero: en los Estados Unidos se emite el último episodio del dibujo animado La Pantera Rosa (el 18 de diciembre de 1964 se había emitido el primer capítulo).
- 2 de febrero: el Parlamento italiano aprueba, por gran mayoría, nuevas y duras leyes antiterroristas.
- 3 de febrero: los reyes de España inician su primera visita oficial al País Vasco.
- 4 de febrero: en Irán, el ayatolá Ruhollah Jomeini (1902-1989) nombra presidente a Abolhassan Banisadr.
- 5 de febrero: en Grenoble, el físico alemán Klaus von Klitzing descubre el llamado efecto Hall.
- 7 de febrero: nueva marea negra en las costas de Bretaña (Francia) tras el naufragio del petrolero malgache Tanio.
- 9 de febrero: en Núremberg (Alemania) se funda el primer instituto gerontológico de la República Federal Alemana, adscrito a la Universidad de Erlangen-Núremberg y dirigido por Dieter Platt.
- 9 de febrero: en España, tras el final de la dictadura franquista (1939-1975) comienza el movimiento cultural conocido como movida madrileña.[cita requerida]
- 10 de febrero: en España, el presidente Adolfo Suárez inicia un viaje a Irak y Jordania para tratar sobre el petróleo y las relaciones económicas hispanoárabes.
- 13 de febrero: en Lake Placid (estado de Nueva York) comienzan los XIII Juegos Olímpicos de invierno.
- 14 de febrero: en Irán, graves inundaciones causan la muerte a más de 200 personas.
- 14 de febrero: en Madrid (España), el Gobierno acusa de espionaje al director en España de la compañía aérea soviética Aeroflot.
- 15 de febrero: en la isla de Tanna (en el archipiélago de Vanuatu), seguidores de la «secta de cargo John Frum» se declaran independientes, con el nombre de Tafea.
- 15 de febrero: en Surinam, Desi Bouterse, líder militar de las fuerzas armadas, derroca el gobierno de Johan Ferrier e instaura una dictadura.
- 16 de febrero: en Vitoria (España) se inaugura el nuevo aeropuerto internacional.
- 18 de febrero: en Surinam, Desi Bouterse nombra presidente provisional a Henk Chin A Sen.
- 18 de febrero: en Canadá, Pierre Trudeau (del Partido Liberal) resulta vencedor en las elecciones parlamentarias.
- 18 de febrero: en Madrid (España) comienza el juicio por el atentado al despacho laborista de la calle de Atocha, perpetrado por pistoleros de la extrema derecha.
- 19 de febrero: en Irán, Bani Sadr es nombrado comandante en jefe de las fuerzas armadas.
- 19 de febrero: muere Bon Scott, vocalista de AC/DC, por una Intoxicación etílica.
- 21 de febrero: se inaugura la empresa de videojuegos HAL Laboratory.
- 22 de febrero: el equipo olímpico de hockey de Estados Unidos derrota a la Unión Soviética en la semifinal de los Juegos Olímpicos de invierno, en el «milagro de hielo».
- 22 de febrero: el jefe de Estado soviético, Leonid Brézhnev, con la aquiescencia del presidente estadounidense Jimmy Carter, condiciona la retirada soviética de Afganistán a la no injerencia extranjera.
- 23 de febrero: en Irán, el ayatolá Ruhollah Jomeini declara que el parlamento decidirá el destino de los rehenes de la embajada estadounidense.
- 25 de febrero: en Surinam, los militares Dési Bouterse y Roy Horb expulsan tras un golpe de Estado al gobierno de Henck Arron. Lo reemplazan por un Consejo Militar Nacional.
- 27 de febrero: en Colombia, el grupo guerrillero M-19 comienza la toma de la embajada de la República Dominicana, reteniendo a 60 personas, incluyendo a 14 embajadores.
- 27 de febrero: Irán reconoce a la República Árabe Saharaui Democrática (RASD).
- 28 de febrero: en España se celebra el referéndum para la aprobación de una autonomía para Andalucía. El estatuto supera el 50% de votos afirmativos sobre el censo, salvo en la provincia de Almería.

### Marzo
- 1 de marzo: Fiat y Peugeot forman en Argentina una sociedad o joint venture denominada Sevel Argentina S. A. (Sociedad Ensambladora de Vehículos Europeos Ligeros).
- 1 de marzo: la sonda Voyager 1 confirma la existencia de Jano, una de las lunas de Saturno.
- 3 de marzo: en Canadá, Pierre Trudeau vuelve a ser primer ministro.
- 4 de marzo: en Zimbabue, Robert Mugabe es elegido primer ministro.
- 9 de marzo: en España se realizan las primeras elecciones al Parlamento Vasco, con victoria clara del PNV (Partido Nacionalista Vasco), que consigue 25 de los 60 escaños.
- 14 de marzo: en Polonia mueren 14 hombres de un equipo de boxeo estadounidense y otras 73 personas en un accidente de avión durante un aterrizaje de emergencia cerca de Varsovia.
- 14 de marzo: en Shaktoolik (Alaska), en un accidente de aviación fallece Félix Rodríguez de la Fuente (famoso divulgador ambientalista español) y otras tres personas.[1]
- 18 de marzo: en el Cosmódromo de Plesetsk (Unión Soviética) mueren cincuenta personas cuando un cohete Vostok-2M explota en su plataforma de lanzamiento durante una operación de repostaje.
- 20 de marzo: en las costas del Reino Unido se hunde la emisora de radio pirata Radio Caroline.
- 20 de marzo: en México, la cúpula del grupo guerrillero argentino Montoneros se divide y funda «Montoneros – 17 de octubre»: Eduardo Astiz, Gerardo Bavio, Sylvia Bermann, Miguel Bonasso, René Cháves, Jaime Dri, Ernesto Jauretche, Pedro Orgambide, Julio Rodríguez Anido, Susana Sanz y Daniel Vaca Narvaja. Denuncian que Montoneros tiene un «complejo clausewitziano» que cree que la lucha social es una guerra entre dos fuerzas militares convencionales.
- 21 de marzo: el presidente estadounidense Jimmy Carter anuncia que Estados Unidos boicoteará los Juegos Olímpicos de Moscú.

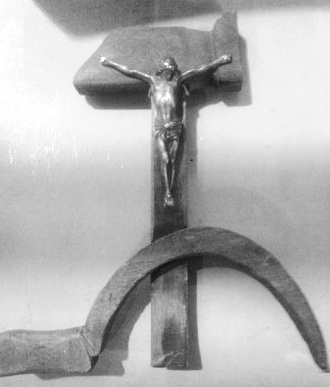
El «crucifijo comunista» que el padre español Luis Espinal talló en los años setenta (sería asesinado el 22 de marzo de 1980). El 9 de julio de 2015, el presidente Evo Morales le regaló al papa Francisco una réplica de este crucifijo.

- 21 de marzo: en La Paz (Bolivia), el sacerdote jesuita, periodista y cineasta español Luis Espinal (48) es secuestrado, torturado y asesinado porque su semanario Aquí denunció al general y narcotraficante Luis García Meza.
- 23 de marzo: en Nicaragua, en el marco de la Revolución Sandinista, da comienzo la Cruzada Nacional de Alfabetización, con la participación de toda la juventud de secundaria y universitaria.
- 23 de marzo: en España se realizan elecciones al Parlamento de Cataluña, con victoria sorprendente de CiU, diez escaños por encima del gran favorito, el PSC-PSOE.
- 23 de marzo: el sah de Persia, exiliado en Panamá, viaja a Egipto, donde debe ser hospitalizado.
- 23 de marzo: en Suecia, el 58,2 % de los votantes suecos aprueba en referéndum la construcción de nuevas centrales nucleares.
- 23 de marzo: en Italia,  Al final de los partidos de la Serie A, en los estadios algunos jugadores y ejecutivos fueron detenidos por el escándalo Totonero.
- 24 de marzo: en San Salvador (El Salvador), el arzobispo católico Óscar Romero, defensor de los derechos humanos, es asesinado mientras celebraba una misa. Durante sus funerales, el 30 de marzo, se producen graves disturbios.
- 24 de marzo: el Comité Olímpico de Australia anuncia que enviará una delegación olímpica a Moscú a pesar de las objeciones del primer ministro Malcolm Fraser.
- 26 de marzo: en Sudáfrica se cae un ascensor en la mina de oro de Vaal Reef hasta una profundidad de 1931 metros, muriendo 23 personas.
- 27 de marzo: en el Mar del Norte se derrumba la plataforma petrolífera noruega Alexander Kielland, muriendo 123 personas de una tripulación de 212 personas.
- 27 de marzo: caen los precios a nivel mundial de la plata, originando el Jueves de Plata.
- 27 de marzo: Sierra Leona reconoce a la República Árabe Saharaui Democrática (RASD).
- 28 de marzo: en Buenos Aires, el Banco Central dispone la liquidación del BIR (Banco de Intercambio Regional) y otros, vinculados a grandes grupos económicos.
- 31 de marzo: fallece el atleta estadounidense Jesse Owens.

### Abril
- 1 de abril: en la embajada de Perú en La Habana (Cuba) un grupo de civiles cubanos que desean emigrar a la ciudad de Miami asesinan al militar cubano Pedro Ortiz Cabrera, que prestaba servicios como custodio de la embajada. Esto desencadenará el éxodo del Mariel.
- 2 de abril: en Bristol estalla el motín de St. Pauls.
- 7 de abril: Estados Unidos rompe sus relaciones diplomáticas con Irán y le impone medidas de boicot económico.
- 10 de abril: España y el Reino Unido acuerdan reabrir la frontera entre Gibraltar y España, cerrada desde 1969.
- 12 de abril: en Liberia, Samuel Doe toma el poder mediante un golpe de Estado.
- 14 de abril: se realiza el disco titulado: Iron Maiden, de la banda de Heavy Metal, Iron Maiden.
- 15 de abril: Libia y Siria reconocen a la República Árabe Saharaui Democrática (RASD).
- 18 de abril: Zimbabue declara  su independencia de Reino Unido, Robert Mugabe líder del movimiento independentista se convierte en primer ministro del país.
- 19 de abril: en La Haya, la canción What’s another year? de Johnny Logan gana por Irlanda la XXV Edición de Eurovisión.
- 20 de abril: se realizan las elecciones presidenciales en Honduras.
- 24 de abril: en Estados Unidos, la lotería de Pensilvania es trucada por 6 hombres, incluido el presentador del programa, Nick Perry.
- 24 y 25 de abril: en Irán, fracasa la operación Eagle Claw, que pretendía rescatar a los rehenes de la embajada estadounidense de Teherán. Durante la operación fallida mueren ocho militares estadounidenses en una colisión en el aire.
- 25 de abril: en Buenos Aires sigue el escándalo financiero: el Ministerio de Economía interviene los bancos Los Andes, Internacional y Oddone, así como los holding Sasetru, Oddone y Greco.
- 27 de abril: en Colombia, de la toma de la embajada de la República Dominicana termina con todos los rehenes liberados y los guerrilleros del M-19 vuelan a Cuba.
- 28 de abril: Suazilandia reconoce a la República Árabe Saharaui Democrática (RASD).
- 30 de abril: en la corona de los Países Bajos abdica la reina Juliana en favor de su hija Beatriz.

### Mayo
- 1 de mayo: en Argentina se inaugura oficialmente la televisión a color.
- 3 de mayo: en el distrito de El Cerro (ciudad de La Habana), un terrorista cubano antirrevolucionario lanza su automóvil a toda velocidad contra una manifestación popular. Ocasiona la muerte de la cederista Francisca Navia Cuadrado y heridas a varias personas.[3]
- 7 de mayo: en la prisión de Beacon (estado de Nueva York), un preso llamado Paul Geidel ―condenado por asesinato en 1911―, es liberado después de la estancia más larga en prisión: 68 años y 245 días.
- 8 de mayo: la OMS declara oficialmente erradicado el virus de la viruela en todo el planeta.
- 9 de mayo: en Florida, un carguero de Liberia llamado Summit Venture golpea el puente Sunshine Skyway sobre la bahía de Tampa, provocando la muerte de 35 personas (la mayoría de ellas iban en un autobús) que cayeron al agua desde gran altura tras el colapso del puente.
- 14 de mayo: Botsuana reconoce a la República Árabe Saharaui Democrática
- 14 de mayo: en El Salvador, ocurre la Masacre del Sumpul la cual es considerada la primera masacre ocurrida durante el inicio de la guerra civil. Esta masacre dejó un saldo de 600 personas muertas en su mayoría campesinos, dicha masacre fue perpetrada por el ejército salvadoreño en complicidad del ejército hondureño.
- 17 de mayo: en Miami (Florida) un juzgado absuelve a 4 policías blancos del asesinato de Arthur McDuffie, un ejecutivo de seguros negro, provocando tres días de disturbios raciales.
- 17 de mayo: en el Perú, la banda terrorista Sendero Luminoso da inicio a su lucha armada atentando en el local electoral del pueblo ayacuchano de Chuschi, mientras se realizaban las elecciones que elegirían al siguiente presidente, luego de 11 años de régimen militar.
- 18 de mayo: en Perú, el político neoliberal Fernando Belaúnde Terry es elegido presidente.
- 18 de mayo: el monte Santa Helena entra en erupción en el Estado de Washington, causando la muerte de 57 personas y daños por valor de 3000 millones de dólares.
- 18 de mayo: en Gwangju (Corea del Sur) comienza la masacre de Gwangju. Estalla un enfrentamiento entre los estudiantes de la Universidad Nacional de Cheonnam ―que protestaban contra el cierre de su universidad― y las fuerzas armadas. Se convirtió en un motín urbano que duró nueve días (hasta el 27 de mayo). Murieron 2000 civiles.
- 20 de mayo: en el referéndum de Quebec de 1980, los votantes rechazan, con un 60% de los votos, una propuesta de independencia de Canadá.
- 21 de mayo: se estrena la continuación de Star Wars El Imperio Contraataca
- 22 de mayo: en Japón se estrena el famoso juego de Toru Iwatani (fundador de Namco), Pacman.
- 23 de mayo: en la Cordillera de Los Andes a 3185 m s. n. m., las Repúblicas de Chile y Argentina inauguran el Túnel del Cristo Redentor.
- 24 de mayo: 
  - En Corea del Sur, es ejecutado en la horca el militar coreano Kim Jae-gyu, quien asesinó al presidente Park Chung-hee.
  - En La Haya, la Corte Internacional de Justicia hace un llamamiento para la liberación de los rehenes de la embajada de Estados Unidos en Teherán (Irán).
- 25 de mayo: en el estado de California se registra un terremoto de 6,2 que deja varios heridos y daños importantes.

### Junio
- 1 de junio: en Estados Unidos, el multimillonario Ted Turner crea CNN, primera empresa de informativos de televisión que transmite las 24 horas del día.
- 1 de junio: en Venezuela, se inaugura de manera oficial la televisión en colores
- 3 de junio: en Estados Unidos. sucede el «incidente del chip defectuoso», que dispara una alerta de guerra nuclear.
- 11 de junio: Buenos Aires celebra el cuarto centenario de la fundación de la ciudad. Argentina recibe importantes créditos del FMI (Fondo Monetario Internacional) y del Banco Mundial, con los que se duplica la deuda externa.
- 19 de junio: en Italia se firma del Convenio de Roma acerca de las obligaciones contractuales en la Comunidad Económica Europea (actual Unión Europea).
- 19 de junio: en Bagdad, las fuerzas de seguridad matan a balazos a 3 hombres armados que atacaron la embajada británica.
- 22 de junio: Alemania Federal es campeón de la Eurocopa.
- 23 de junio: en India, Sanjay Gandhi, el hijo de Indira Gandhi, fallece en un accidente aéreo.
- 25 de junio: en Siria, una organización musulmana intenta asesinar al presidente Hafez al-Assad. Assad toma represalias.
- 26 de junio: en El Salvador, la Junta Revolucionaria de Gobierno ordena una intervención militar a la Universidad de El Salvador y posteriormente la mantiene cerrada por cuatro años.
- 27 de junio: en Estados Unidos, el presidente Jimmy Carter firma un proyecto de ley obligando a los hombres de 19 y 20 años a inscribirse para un llamamiento a filas en respuesta a la invasión de Afganistán por parte de los soviéticos.
- 27 de junio: cerca de Nápoles (Italia), el Vuelo 870 de Aerolinee Itavia, un DC-9 de la compañía aérea Itavia, se estrella en el mar después de una explosión ocurrida en el aire, muriendo 81 personas. Se sospecha que una bomba o un misil fueron los causantes, pero no se ha encontrado a los culpables.
- 29 de junio: en Islandia, Vigdis Finnbogadottir se convierte en presidenta.
- 29 de junio: se realizan las elecciones en Bolivia.
- 30 de junio: la banda británica Queen lanza el disco The Game con éxitos como Another one bites the dust, Crazy little thing called love, etc, también iniciando su gira promocional el The Game Tour.

### Julio
- 4 de julio: Chad y Malí reconocen a la República Árabe Saharaui Democrática (RASD).
- 6 de julio: Ocurre la Masacre del Río Canímar en Cuba.
- 8 de julio: en Seúl la estadounidense Shawn Nichols Weatherly gana el título de Miss Universo.
- 9 de julio: en Brasil mueren siete personas aplastadas en la multitud que recibe al papa Juan Pablo II.
- 9 de julio: Zimbabue reconoce a la República Árabe Saharaui Democrática (RASD).
- 16 de julio: en Detroit (Míchigan), el actor Ronald Reagan (exgobernador de California) es nombrado candidato a la presidencia de Estados Unidos en la Convención Nacional Republicana.
- 17 de julio: se realiza un golpe de Estado militar en Bolivia.
- 18 de julio: en Brasil, cesó las transmisiones del canal Rede Tupi por problemas económicos y solvencia administrativa.
- 19 de julio: en Estambul (Turquía), el ex primer ministro Nihat Erim es asesinado por dos hombres armados.
- 19 de julio al 3 de agosto: en Moscú (Unión Soviética) se celebran los Juegos Olímpicos de Verano, con ausencia de los Estados Unidos.
- 24 de julio: en España, la Diputación de Almería crea el Instituto de Estudios Almerienses (IEA) para la investigación.
- 28 de julio: en Perú, Fernando Belaúnde Terry se convierte en presidente por segunda vez de manera no consecutiva.
- 29 de julio: en Nepal, un terremoto de 6,5 deja 200 muertos y 5.600 heridos.
- 30 de julio: Vanuatu se independiza del Imperio británico y de Francia.

### Agosto
- 1 de agosto: 
  - En el circuito de Hockenheim (Alemania), fallece en accidente el piloto francés Patrick Depailler.
  - En España, son asesinados los marqueses de Urquijo en su chalet de Somosaguas. Por este crimen es condenado su yerno, Rafael Escobedo.
- 7 de agosto: en California (Estados Unidos) realiza su vuelo inaugural el Gossamer Penguin, primer avión impulsado exclusivamente mediante energía solar.
- 8 de agosto: en Honduras se registra un terremoto de 6,7 que deja 2 fallecidos y varios heridos.
- 12 de agosto: en Montevideo (Uruguay) se firma el Tratado de Montevideo, que crea la ALADI.
- 14 de agosto: en Polonia, Lech Walesa lidera la primera de varias huelgas en Gdańsk.
- 14 de agosto: el presidente de Estados Unidos, Jimmy Carter gana al senador Edward Kennedy en la nominación como candidato a la presidencia en la Convención Nacional Demócrata de 1980.
- 17 de agosto: en Uluru (Australia), la bebé Azaria Chamberlain (de 4 meses de edad) es robada y comida por perros dingos. Su madre es acusada de asesinato y condenada a cadena perpetua. Cuatro años después, nuevas evidencias irrefutables ayudan a liberarla.
- 17 de agosto: en Leganés (España), se celebra la primera actuación del grupo español Barón Rojo, si bien su formación original ya había ofrecido más conciertos durante ese verano bajo el nombre de Coz.
- 19 de agosto: el Vuelo 163 de Saudia es incendiado en el antiguo aeropuerto de Riad (Arabia Saudita); fallecen a bordo sus 301 ocupantes.
- Agosto: en Buenos Aires, la dictadura militar finalmente autoriza al expresidente peronista Cámpora (gravemente enfermo de cáncer, y asilado desde hace cuatro años en la embajada de México en esa ciudad) a viajar a México. Cámpora fallecerá cuatro meses después (el 19 de diciembre).

### Septiembre
- 1 de septiembre: en Buenos Aires, a lo largo de este mes, la Junta Militar experimenta una intensa disputa interna por la sucesión del dictador Jorge Rafael Videla.
- 5 de septiembre: en Suiza se abre el túnel de San Gotardo, el más largo del mundo en ese momento, con una longitud de 16,32 kilómetros entre Göschenen y Airolo.
- 11 de septiembre: en Nueva York es asesinado en un atentado terrorista Félix Rodríguez, embajador cubano ante la ONU.
- 11 de septiembre: en Chile, se realiza un referéndum nacional sobre la aprobación o rechazo a la propuesta de Nueva Constitución Política, ideada y redactada por el régimen militar de Augusto Pinochet. La nueva Constitución es ratificada por el 67% de los votos. Es considerada como una votación fraudulenta y manipulada.
- 17 de septiembre: en Polonia, después de semanas de huelga en el astillero Lenin de Gdańsk, se crea el sindicato nacional independiente Solidaridad.
- 17 de septiembre: en Asunción (Paraguay), un comando integrado por combatientes argentinos abate al ex dictador nicaragüense Anastasio Somoza, que había encontrado asilo bajo la dictadura del paraguayo Alfredo Stroessner.
- 18 de septiembre: Arnaldo Tamayo se convierte en el primer cubano, primer latinoamericano y primera persona de ascendencia africana en volar al espacio.
- 22 de septiembre: Irak invade Irán. Comienza la guerra Irán-Irak.
- 22 de septiembre: en Estados Unidos y Cuba, termina oficialmente el éxodo de cubanos desde el Mariel.
- 22 de septiembre: en los Estados Unidos, el diario Washington Post publica el artículo de Janet Cooke acerca de la historia de Jimmy, un adicto a la heroína de ocho años de edad.
- 25 de septiembre: muere John Bonham, baterista de Led Zeppelin, por aspiración de vómito.
- 27 de septiembre a 2 de octubre: en Manila (Filipinas) comienza la Conferencia Mundial del Turismo, organizada por la Organización Mundial del Turismo, que dará como resultado la Declaración de Manila sobre Bioética.

### Octubre
- 5 de octubre: 
  - Se realizan las elecciones en Alemania Federal y Portugal.
  - En el circuito de Watkins Glen, (Estados Unidos) el piloto australiano Alan Jones se proclama campeón de Fórmula 1.
- 10 de octubre: Un terremoto de 7,1 en Argelia deja cerca de 5.000 fallecidos y 9.000 heridos. El terremoto resultante provoca un pequeño tsunami.
- 11 de octubre: en los Países Bajos, se funda el partido Llamada Demócrata Cristiana.
- 16 de octubre: en la Ciudad de Guatemala, una banda parapolicial secuestra a la periodista Irma Flaquer (42) y la desaparece.
- 18 de octubre: Malcolm Fraser gana las elecciones en Australia.
- 24 de octubre: en el estado de Oaxaca, México, se registra un terremoto de 7,2 que deja 300 muertos y más de 150.000 personas sin hogar.
- 25 de octubre: terminan las reuniones de la Convención de La Haya sobre secuestro internacional de niños.
- 27 de octubre: en la prisión de Maze, en el condado de Antrim (Irlanda del Norte), seis prisioneros del IRA (Ejército Republicano Provisional Irlandés) se ponen en huelga de hambre y piden un estatus de presos políticos.
- 30 de octubre: Costa Rica reconoce a la República Árabe Saharaui Democrática (RASD).
- 31 de octubre: el gobierno polaco reconoce al sindicato Solidaridad.
- 31 de octubre: en Irán, Reza Pahlevi ―hijo mayor de Mohammad Reza Pahlevi, el último sah, se proclama legítimo sucesor del trono del trono real.

### Noviembre
- 4 de noviembre: se celebran las elecciones presidenciales de Estados Unidos de 1980; el presidente demócrata James Carter no consigue ser reelegido y es derrotado por el republicano Ronald Reagan por un amplio margen de 489 votos electorales de los republicanos frente a 49 de los demócratas.
- 4 de noviembre: en Chile, Pinochet firma el decreto ley n.º 3500, que crea el sistema de pensiones de capitalización individual, transformando a Chile en el primer país del mundo que aplica este sistema basado en la propiedad privada de los trabajadores respecto de su cotización para la vejez.
- 4 de noviembre: en Puerto Rico se celebran las elecciones generales y hubo alegaciones de fraude por parte del gobernador Carlos Romero Barcelo.
- 8 de noviembre: en el estado de California se registra un terremoto de 7,3 que deja varios heridos y 2 millones de dólares en daños.
- 15 de noviembre: en Buenos Aires, la canción Contigo mujer de Rafael José gana por Puerto Rico la IX Edición del Festival OTI.
- 21 de noviembre: en Las Vegas (Nevada), mueren 87 personas en un incendio en el MGM Grand Hotel y Casino.
- 21 de noviembre: millones de espectadores sintonizan la serie de televisión Dallas para saber quién dispara al personaje J. R. Shéier Ewing. El suceso es una obsesión nacional.
- 23 de noviembre: Un violento terremoto de 6,9 sacude el sur de Italia dejando un saldo de 4.900 muertos y 8.900 heridos.
- 27 de noviembre: Vanuatu reconoce a la República Árabe Saharaui Democrática (RASD).
- 30 de noviembre: en la Ciudad del Vaticano, el papa Juan Pablo II publica su segunda encíclica, Dives in Misericordia.
- 30 de noviembre: en Uruguay, un plebiscito rechaza (con el 57,8 % de los votos) la propuesta de la dictadura militar de institucionalizar el régimen dictatorial.

### Diciembre
- 1 de diciembre: en Buenos Aires ―en el marco de la dictadura cívico-militar (1976-1983)― continúa el escándalo financiero a lo largo de este mes. El Banco Central interviene el banco Sidesa y Credibono, y liquida otras 25 entidades financieras investigadas. Quiebra el grupo Sasetru.
- 4 de diciembre: Led Zeppelin se separa oficialmente luego de la muerte de su baterista John Bonham.
- 7 de diciembre: en Portugal se celebran las elecciones.
- 8 de diciembre: en Nueva York el ex-Beatle John Lennon es asesinado por Mark David Chapman.
- 19 de diciembre: en México D. F. fallece el expresidente peronista Héctor Cámpora, que estuvo asilado cuatro años en la embajada de México en Buenos Aires, perseguido por la dictadura cívico-militar argentina.
- 21 de diciembre: en España se aprueba el Estatuto de Autonomía de Galicia.
- 26 de diciembre: Los perros de Deng Xiaoping: En el centro de Lima (Perú) la banda terrorista Sendero Luminoso cuelga perros muertos en postes de la avenida La Colmena (hoy avenida Nicolás De Pierola).
- 30 de diciembre: en Montevideo se inicia la Copa de Oro de Campeones Mundiales (conocida como Mundialito).

## Fallecimientos

### Enero
- 1 de enero: Pietro Nenni, líder histórico del socialismo italiano (n 1891).
- 3 de enero: Joy Adamson, naturalista austriaca.
- 3 de enero: Lucien Buysse, ciclista belga (n. 1892).
- 4 de enero: Manuel Marzana, militar boliviano y héroe de la guerra del Chaco (n. 1889).
- 6 de enero: Raymond Mays, piloto de automovilismo británico (n. 1899).
- 9 de enero: Juhayman al-Otayb, militante y activista saudita (n. 1936).
- 16 de enero: Benjamín Palencia, pintor español.
- 17 de enero: Agustín Yáñez, escritor mexicano.
- 26 de enero: Juan Quintero Muñoz, compositor de cine y pianista español (n. 1903).
- 26 de enero: Andrés Saborit Colomer, dirigente socialista español.
- 20 de enero: Claudio Levrino, actor argentino.
- 28 de enero: Llorenç Villalonga, escritor español.

### Febrero
- 1 de febrero: Gregorio Iujá-Yoná, campesino maya guatemalteco, torturado hasta morir (n. años 1950).
- 1 de febrero: Gastone Nencini, ciclista italiano (n. 1930).
- 8 de febrero: Agustín Millares Carlo, paleográfo y académico español.
- 19 de febrero: Bon Scott, cantante de AC/DC
- 22 de febrero: Oskar Kokoschka, artista austro-polaco.
- 22 de febrero: Aníbal de Mar, artista cubano.
- 29 de febrero: Yigal Allon, político y militar israelí.

### Marzo
- 1 de marzo: Wilhelmina Cooper, modelo y empresaria estadounidense (n. 1939).
- 5 de marzo: John Earle Raven, filólogo clásico y botánico británico (n. 1914).
- 8 de marzo: Francisco Gaona, educador, activista social, sindicalista e historiador paraguayo (n. 1901).
- 14 de marzo: Félix Rodríguez de la Fuente, naturalista español.
- 22 de marzo: Luis Espinal, religioso jesuita, periodista, poeta y cineasta español asesinado en Bolivia (n. 1932).
- 24 de marzo: Óscar Romero, arzobispo salvadoreño asesinado.
- 30 de marzo: Jesse Owens, atleta estadounidense.

### Abril
- 4 de abril: Pedro Laza, compositor colombiano (n. 1904).
- 5 de abril: Max Cetto, arquitecto mexicano.
- 13 de abril: Carlos Humberto Toledo, futbolista y entrenador guatemalteco.
- 14 de abril: Gianni Rodari, escritor y pedagogo italiano.
- 14 de abril: Guillermo Sautier Casaseca, escritor español (n. 1910).
- 15 de abril: Jean-Paul Sartre, filósofo francés.
- 16 de abril: Alf Sjöberg, director de cine y de teatro sueco.
- 21 de abril: Aleksandr Oparin, bioquímico ruso.
- 24 de abril: Alejo Carpentier, escritor y musicólogo cubano.
- 29 de abril: Alfred Hitchcock, cineasta británico.
- 30 de abril: Luis Muñoz Marín, poeta, periodista y político puertorriqueño.

### Mayo
- 4 de mayo: Mariscal Josip Broz Tito, militar y presidente yugoslavo (n. 1892).
- 6 de mayo: María Luisa Bombal, escritora chilena.
- 11 de mayo: Fernando Soto, actor mexicano (n. 1911).
- 12 de mayo: Ramón Baglietto (44), político español, concejal en el ayuntamiento de Azcoitia (n. 1936).
- 13 de mayo: Maruxa Fandiño Ricart, mujer gallega, de las hermanas Las Dos Marías (n. 1898).
- 18 de mayo: Ian Curtis, cantante y músico británico, de la banda Joy Division.

### Junio
- 7 de junio: Henry Miller, escritor estadounidense.
- 18 de junio: Terence Fisher, cineasta británico.
- 18 de junio: Kazimierz Kuratowski, matemático polaco.
- 19 de junio: Torcuato Fernández-Miranda, político español.
- 29 de junio: Jorge Basadre, historiador e historiógrafo peruano (n. 1903).

### Julio
- 9 de julio: Arend Heyting, matemático neerlandés.
- 13 de julio: Seretse Khama, primer presidente de Botsuana.
- 17 de julio: Don Red Barry, actor estadounidense; suicidio (n. 1912).
- 24 de julio: Peter Sellers, actor británico.
- 25 de julio: Vladímir Vysotski, cantante, compositor, poeta y actor ruso.

### Agosto
- 1 de agosto: Patrick Depailler, piloto francés de Fórmula 1 (n. 1944).
- 14 de agosto: Dorothy Stratten, playmate, modelo y actriz canadiense (n. 1960).
- 19 de agosto: Otto Heinrich Frank, padre de Ana Frank (n. 1889).
- 20 de agosto: Joe Dassin, cantante francés (n. 1938).
- 21 de agosto: Absalón Argañarás, artista plástico argentino (n. 1903).
- 22 de agosto: Gabriel González Videla, abogado y expresidente chileno (n.1898)

### Septiembre
- 16 de septiembre: Jean Piaget, psicólogo suizo.
- 18 de septiembre: Hugo Irurzún, guerrillero argentino; torturado (n. 1946).
- 20 de septiembre: Josias Braun-Blanquet, botánico suizo.
- 24 de septiembre: José Simón Cabarga, periodista español, historiador, cronista.
- 25 de septiembre: John Bonham, músico y baterista británico de la banda Led Zeppelin (n. 1948).
- 25 de septiembre: Lewis Milestone, cineasta estadounidense de origen ruso.

### Octubre
- 4 de octubre: Tammy Terrell, víctima de asesinato estadounidense (n. 1963).
- 12 de octubre: Alberto Demicheli, abogado, político y presidente de facto uruguayo en 1976 (n. 1896).
- 13 de octubre: Beto Fernán, cantautor argentino (n. 1946).
- 16 de octubre: Irma Flaquer, periodista guatemalteca asesinada por el Gobierno (n. 1938).
- 21 de octubre: Hans Asperger, pediatra austríaco, conocido por su síndrome.
- 27 de octubre: Steve Peregrin Took, baterista y cantautor británico (n. 1949).

### Noviembre
- 1 de noviembre: Sherri Ann Jarvis, víctima de asesinato estadounidense (n. 1966).
- 2 de noviembre: Willie Sutton, atracador de bancos estadounidense (n. 1901).
- 7 de noviembre: Steve McQueen, actor estadounidense (n. 1930).
- 21 de noviembre: Sara García, actriz mexicana.
- 22 de noviembre: Mae West, actriz estadounidense.
- 23 de noviembre: Juliette Roche, escritora y pintora francesa (n.1884).

### Diciembre

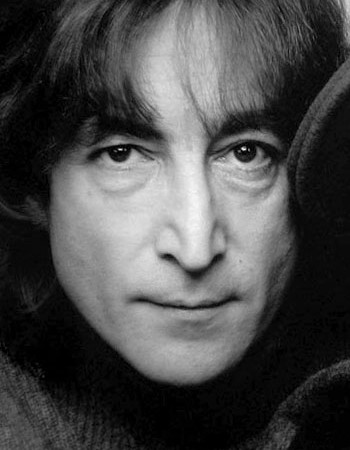
John Lennon

- 8 de diciembre: John Lennon, músico británico, de la banda The Beatles; asesinado por un fan (n. 1940).
- 9 de diciembre: Maneco Galeano, músico paraguayo (n. 1945).
- 16 de diciembre: Harland Sanders, empresario estadounidense que fundó la cadena de restaurantes de comida rápida Kentucky Fried Chicken (n. 1890).
- 29 de diciembre: Manuel Gago, dibujante de historietas español (n. 1925).
- 31 de diciembre: Herbert Marshall McLuhan, teórico de la comunicación canadiense.
- diciembre: Adriana Lesgart, guerrillera argentina; secuestrada en septiembre de 1979 y asesinada (n. 1947).

## Arte y literatura
- 6 de enero: Juan Ramón Zaragoza obtiene el premio Nadal por su novela Concerto grosso.
- Se publica El nombre de la rosa de Umberto Eco.

## Ciencia y tecnología
- El Voyager 1 sobrevuela Saturno.

## Cine
- Atlantic City de Louis Malle se estrena, convirtiéndose en una película de culto.
- Los dioses deben estar locos, hilarante y crítica comedia.
- Ordinary People de Robert Redford, ganadora, entre protestas, del Óscar a mejor película.
- La niña de la mochila azul, filmada en 1979 y estrenada en 1980, protagonizada por Pedro Fernández, siendo su primera película.
- Superman II, dirigida por Richard Lester y protagonizada por Christopher Reeve, Gene Hackman y Terence Stamp.
- El resplandor de Stanley Kubrick.
- Flash Gordon
- Fame, de Alan Parker.
- Friday the 13th, el inicio de una saga. Dirigida por Sean S. Cunningham.
- Pepi, Luci, Bom y otras chicas del montón, de Pedro Almodóvar.
- Star Wars: Episode V - The Empire Strikes Back, de Irvin Kershner.
- Airplane!, de Jim Abrahams y David Zucker.
- El hombre elefante, de David Lynch.
- La puerta del cielo, de Michael Cimino.
- The Changeling, de Peter Medak.
- El lago azul, dirigida por Randal Kleiser y protagonizada por la actriz Brooke Shields.
- Toro salvaje, de Martin Scorsese.

## Deporte

### Juegos Olímpicos
- Se celebran los Juegos Olímpicos de verano en Moscú (Unión Soviética).
- Se celebran los Juegos Olímpicos de invierno en Lake Placid (Estados Unidos).

### Automovilismo
- Fórmula 1: Alan Jones se proclama campeón del mundo de Fórmula 1. El campeonato de constructores es para Williams Racing.
- WRC: Walter Röhrl se consagra campeón mundial a bordo de un Fiat 131 Abarth
- Rally Dakar: Freddy Kottulinsky gana la competencia a bordo de un Volkswagen Iltis
- NASCAR: Dale Earnhardt gana su primer título a bordo de un Chevrolet Monte Carlo
- Championship Auto Racing Teams: Johnny Rutherford gana el título a bordo de un Chaparral Cosworth
- 500 Millas de Indianápolis: Johnny Rutherford gana la competencia a bordo de un Chaparral Cosworth
- Turismo Carretera: Francisco Espinosa gana el título a bordo de un Chevrolet Chevy
- Turismo Competición 2000: Jorge Omar del Río gana el título a bordo de un Dodge 1500

### Baloncesto
- NBA: Los Angeles Lakers, campeón por séptima vez.
- Copa de Europa: Real Madrid, campeón por séptima vez.
- Liga Española de Baloncesto: Real Madrid, campeón por vigesimoprimera vez.
- Copa del Rey (España): Barcelona, campeón por décima vez.

### Balonmano
- Copa de Europa: TV Großwallstadt, campeón por segunda vez.
- Recopa de Europa: CB Calpisa, campeón por primera vez.
- División de Honor (España): Barcelona, campeón por tercera vez.

### Ciclismo
- Tour de Francia: Joop Zoetemelk, campeón por primera vez.
- Vuelta ciclista a España: Faustino Rupérez, campeón por primera vez.
- Giro de Italia: Bernard Hinault, campeón por primera vez.
- Campeonato del Mundo de ciclismo: Bernard Hinault, campeón por primera vez.

### Fútbol
- Campeonato Europeo de Fútbol: La selección de Alemania, campeona por segunda vez. Torneo disputado en Italia.
- Copa Asiática: La selección de Kuwait, campeona por primera vez. Torneo disputado en Kuwait.
- Copa de las Naciones de la OFC: La selección de Australia, campeona por primera vez. Torneo disputado en Nueva Caledonia
- Copa Africana de Naciones: La selección de Nigeria, campeona por primera vez. Torneo disputado en Nigeria.
- Copa de Europa: Nottingham Forest, campeón por segunda vez.
- Recopa de Europa: Valencia CF, campeón por primera vez.
- Copa de la UEFA: Eintracht Fráncfort, campeón por primera vez.
- Supercopa de Europa: Valencia CF, campeón por primera vez.
- Copa Libertadores de América: Nacional, campeón por segunda vez, derrotando en la final al Internacional de Porto Alegre, obteniendo su cuarto título internacional.
- Copa Interamericana: Club Olimpia, campeón por primera vez.
- Copa Intercontinental: Nacional, campeón por segunda vez, derrotando en la final al Nottingham Forest británico, obteniendo su quinto título internacional.
- Liga de Campeones de la CAF: Canon de Yaoundé, campeón por tercera vez.
- Copa de Campeones de la CONCACAF: Pumas de la UNAM, campeón por primera vez.
- Liga española de fútbol: Real Madrid, campeón por vigésima vez.
- Copa del Rey de Fútbol (España): Real Madrid, campeón por decimocuarta vez.
- Liga Británica: Liverpool, campeón por duodécima vez.
- Liga Italiana: Inter de Milán, campeón por duodécima vez.
- Liga Francesa: Nantes, campeón por quinta vez.
- Liga Alemana: Bayern Múnich, campeón por quinta vez.
- Liga Mexicana: Cruz Azul, campeón por séptima vez.
- Liga Argentina: River Plate, campeón por decimoctava vez (Torneo Metropolitano). Rosario Central, campeón por tercera vez (Torneo Nacional).
- Liga Brasileña: Flamengo, campeón por primera vez.
- Liga Chilena: Cobreloa, campeón por primera vez.
- Fútbol Profesional Colombiano: Júnior (2.ª vez).
- Liga Peruana: Sporting Cristal, campeón por sétima vez. Primera vez que logra un bicampeonato (1979-1980).
- Campeonato Uruguayo de Fútbol: Nacional se proclama campeón por trigesimotercera vez.
- Balón de Oro: el alemán Karl-Heinz Rummenigge (Bayern Múnich), proclamado mejor futbolista de Europa por la revista France Football.

### Fútbol americano
- NFL: los Pittsburgh Steelers ganan su cuarto Super Bowl.

### Hockey sobre patines
- Copa de Europa: Barcelona, campeón por quinta vez.

### Tenis
- Abierto de Australia: Hombres: Brian Teacher vence a Kim Warwick. Mujeres: Hana Mandlíková vence a Chris Evert.
- Roland Garros: Hombres: Björn Borg vence a Vitas Gerulaitis. Mujeres: Chris Evert vence a Virginia Ruzici.
- Wimbledon: Hombres: Björn Borg vence a John McEnroe. Mujeres: Evonne Goolagong Cawley vence a Chris Evert.
- US Open: Hombres: John McEnroe vence a Björn Borg. Mujeres: Chris Evert vence a Hana Mandlíková.

- Masters Cup: Björn Borg, campeón.
- Copa Davis: Checoslovaquia, campeón.
- Copa Federación: Estados Unidos, campeón.

## Libro Guinness de los Récords
- Raza canina Shar Pei: perro más raro y caro del mundo.

## Música

### Noticias
- Concierto homenaje a Canito inicio de la Movida madrileña.[4]
- Se crea la banda británica New Order después de la disolución de Joy Division.[5]
- Comienza la era de Brian Johnson como vocalista de AC/DC, tras la muerte de Bon Scott, con el álbum Back in Black.[6]
- Tras la muerte del baterista John Bonham Led Zeppelin se disuelve.[7]
- El legendario ex-Beatle John Lennon, muere asesinado por un fan Mark David Chapman,[8] en las afueras del Edificio Dakota, en la ciudad de Nueva York.[9]
- En octubre, Bob Marley ofrece sus últimos conciertos en las ciudades de Nueva York y Pittsburgh tras ser diagnosticado con cáncer terminal.[10]
- Peter Criss es reemplazado por Eric Carr en Kiss.[11]
- Se crea la banda británica The Sisters of Mercy.[12]
- Se crea la banda estadounidense Metallica.[13]
- Se crea la banda británica Depeche Mode.

### Discografía
- ABBA: Super Trouper y Gracias por la Música
- AC/DC: Back in Black
- Angel Witch: Angel Witch
- Billy Joel: Glass Houses
- Aerosmith: Greatest Hits
- Black Sabbath: Heaven and Hell
- Blondie: AutoAmerican
- Bob Dylan: Saved
- Bruce Springsteen: The River
- Bryan Adams: Bryan Adams
- Camilo Sesto: Amaneciendo
- Cheap Trick: All Shook Up, Found All The Parts
- David Bowie: Scary Monsters (and Super Creeps)
- Dead Kennedys: Fresh Fruit for Rotting Vegetables
- Dire Straits: Making Movies
- Diamond Head: Lightning to the Nations
- Emmanuel: Íntimamente
- Elton John: 21 at 33
- Eva Ayllón: Al ritmo de... Eva Ayllón
- Genesis: Duke
- Georgie Dann: Moscú
- Grover Washington, Jr.: Winelight
- Iggy Pop: Soldier
- Iron Maiden: Iron Maiden
- John Lennon & Yōko Ono: Double Fantasy
- José José: Amor, Amor
- Joy Division: Closer
- Judas Priest: British Steel
- Julio Iglesias: Hey!
- Juan Gabriel: Ella
- Killing Joke: Killing Joke
- Kiss: Unmasked
- Leño: Más madera
- Los Rápidos: Rápidos
- Los Tigres del Norte: Plaza Garibaldi
- Los Chichos: Amor de compra y venta
- Mazapán: Cuento y canciones infantiles
- Miguel Bosé: Miguel
- Mike Oldfield: QE2
- Motörhead: Ace of Spades
- Ozzy Osbourne:  Blizzard Of Ozz
- Paul McCartney: McCartney II
- Prince: Dirty Mind
- Queen: The Game
- Richard Clayderman: Les musiques de l'amour
- Rush: Permanent Waves
- Scorpions: Animal Magnetism
- Simple Minds: Empires and Dance
- Stevie Wonder: Hotter than July
- Talking Heads: Remain in Light
- The Alan Parsons Project: The Turn of a Friendly Card
- The Beach Boys: Keepin' the Summer Alive
- The Buggles: The Age of Plastic
- The Clash: Black Market Clash
- The Clash: Sandinista!
- The Cure: Seventeen Seconds
- The Police: Zenyatta Mondatta
- The Pretenders: Pretenders
- The Ramones: End of the Century
- The Rolling Stones: Emotional Rescue
- Trigo Limpio: Caminando
- U2: Boy
- UK Subs: Crash Course
- Ultravox: Vienna
- Uriah Heep: Conquest
- Vainica Doble: El eslabón perdido
- Van Halen: Women and Children First
- Willie Colón e Ismael Miranda: Doble Energía
- Witchfynde: Give 'Em Hell
- X: Los Angeles
- Yes: Drama
- Yola Polastry: Disco Yola
- Yuri: Esperanzas

### Festivales
- El 19 de abril se celebra la XXV edición del Festival de la Canción de Eurovisión en La Haya,  Países Bajos.
  - Ganador/a: El cantante Johnny Logancon la canción «What's Another Year?» representando a Irlanda .

## Premio Cervantes
- Juan Carlos Onetti.

## Premios Nobel
- Física: James Watson Cronin y Val Logsdon Fitch.[14]
- Química: Paul Berg, Walter Gilbert y Frederick Sanger.
- Medicina: Baruj Benacerraf, Jean Dausset y George D. Snell.
- Literatura: Czesław Miłosz.
- Paz: Adolfo Pérez Esquivel.
- Economía: Lawrence Klein.